# Joaquim Salvador i Benedicto
Joaquim Salvador i Benedicto, de nom complet Félix Joaquín Salvador i Benedito (Sorita, Els Ports, 20 de desembre de 1827 - L'Anglesola, 8 de juny de 1896) va ser un farmacèutic i botànic valencià.
Fill del farmacèutic de Sorita, llicenciat en Farmàcia el 1856 per la Universitat de Barcelona, fou titular de la cátedra de Materia Farmacéutica Vegetal a la facultat de Farmàcia de la Universitat de València i va exercir la seva professió, primerament a L'Anglesola, on romangué com a mínim fins a 1860. Posteriorment, es va establir a Vilafranca del Cid, l'Alt Maestrat, i a partir de 1868 es trobava instal·lat amb oficina de la seva propietat a València. Simultanejà la pràctica professional amb la docència i la investigació, fins a la seva jubilació. Un cop retirat de l'exercici professional, va tornar a l'Anglesola on es dedicà a escriure sobre temes històrics relacionats amb Terol. Fou col·laborador i corresponsal de la revista La Fraternidad, des de la seva aparició fins al 1868. Entès en botànica, va mantenir relació amb els farmacèutics que s'ocupaven d'aquesta ciència. A ell es deu una sèrie d'escrits relacionats amb Aragó, i amb temes sobre botànica i plantes medicinals, i va compondre un catàleg de les localitats de Vilafranca, Castellfort, Portell, Ares i Benassal (1866).

## Publicacions[2][3]
- «Nota sobre la yerba tosquera» y «Ensayo analítico de las piedras expulsadas por el niño de Caspe usando la yerba tosquera», Boletín del Instituto Médico Valenciano, tom IX: 222-224; 242-245 (1858)
- «Cultivo del pipirigallo en La Iglesuela del Cid», El Restaurador Farmacéutico, tom XIV, 13: 52 (1858)
- Biografía del Arzobispo de Aliaga (perdut)
- Apuntes para la Historia de La Iglesuela del Cid (perdut)